# Carolin Rossow
Carolin Rossow (* 24. Februar 1994 in Herdecke) ist eine Sängerin, Musicaldarstellerin und Schauspielerin. 

## Wirken
Rossows Interesse am Schauspiel begann schon zur Schulzeit. Am Jugendclub des LUTZ am Theater Hagen sammelte sie mit 13 Jahren ihre erste Bühnenerfahrungen. 2016 beendete sie ihre Ausbildung zur Musicaldarstellerin an der Stage School Hamburg.
Ihre erste Musicaltournee hatte sie mit „Die Schneekönigin, das Musical“. Danach ging sie als Schauspielerin zum Paderborner Weihnachtscircus, wo sie von 2021 bis 2023 jedes Jahr zur Weihnachtszeit eine der Hauptrollen übernahm. Zur Spielzeit 2024/25 übernahm sie dort zusätzlich die musikalische Leitung. Seit Januar 2023 tourt sie als Solistin mit der Show „Die Nacht der Musicals“ durch Deutschland, Österreich und die Schweiz. Carolin Rossow ist auch am Theater Hagen engagiert.
Rossow war einige Zeit als Sängerin und Tänzerin auf den Kreuzfahrtschiffen Deutschland und Amera unterwegs. In dieser Funktion war sie auch Teil der Dreharbeiten für die ARD-Dokumentation Verrückt nach Meer.

## Rollen Theater und Musical (Auswahl)
- Musicaltournee „Die Schneekönigin, das Musical“[2]
- Tour mit „Die Nacht der Musicals“ durch Deutschland, Österreich und die Schweiz. Rollen u. a.[1][6][7]
- „Das Ruhrical“, Stadthalle, Castrop-Rauxel[8]
- Paderborner Weihnachtscircus
- „This is Halloween“, Theater in der Grünen Zitadelle, Magdeburg[9]
- „Bremer Stadtmusikanten“, Hauptrolle Hund, Theater Hagen, Hagen[10][11]

## Filmografie
- Verrückt nach Meer 8 Folgen, 2019–2022 (als sie selbst)[5]

## Rezeption
Heike Haberl meint im Donaukurier, dass Rossow „nicht nur als sich von allen Zwängen zu befreien versuchende Eiskönigin Elsa in ‚Frozen‘ [betörte], sondern gleichermaßen als ausdrucksstarke Solistin der unglaublich intensiv gestalteten Nummer ‚Somebody To Love‘“ überzeugte. Petra A. Zielinski lobt im Gießener Anzeiger Rossow für den gefühlvollen Vortrag von „Memory“ aus „Cats“ und ihren überzeugenden Auftritt „gemeinsam mit Silvia Mirpuri als ‚Eiskönigin‘ Elsa und deren jüngerer Schwester Anna“. Auch ihr Auftritt in Siegburg wird gelobt, weil sie „als ‚Cats‘-Katze in ‚Erinnerungen‘ [schwelgt]“.